# Connie Conway
Connie Marie Conway (Bakersfield, 25 settembre 1950) è una politica statunitense, membro della Camera dei Rappresentanti per lo stato della California dal 2022 al 2023.

## Biografia
Nata e cresciuta in California, dopo il college Connie Conway lavorò per il Kaweah Delta Medical Center. Fu in seguito impiegata dello Sweet's Home Medical e della CorVel Corporation.
Militante del Partito Repubblicano, fu per otto anni nel consiglio dei supervisori della contea di Tulare. Nel 2008 fu eletta all'interno dell'Assemblea generale della California succedendo ad un collega che non poteva ricandidarsi e vi restò per i successivi sei anni. Nel 2010 fu votata all'unanimità dai colleghi repubblicani come leader di minoranza in seno all'assemblea. Fu la prima donna eletta leader dal 1981.
Nel 2022, quando il deputato Devin Nunes rassegnò le proprie dimissioni dalla Camera dei Rappresentanti, Connie Conway si presentò come candidata nelle elezioni speciali indette per assegnare il seggio ad un sostituto e riuscì ad essere eletta; a novembre dello stesso anno, non figurò tra i candidati per le elezioni parlamentari e non fu pertanto rieletta al Congresso.